# ¡Cimarrón! Joropo Music from the Plains of Colombia
¡Cimarrón! Joropo Music from the Plains of Colombia es el nombre del segundo álbum de estudio de la agrupación colombiana de música llanera Cimarrón.
Esta producción discográfica fue ganadora de los Independent Music Awards en 2012, en la categoría Mejor Álbum Latino.

## Grabación
El álbum fue producido por Carlos “Cuco” Rojas, arpista y fundador de Cimarrón, Daniel Sheeny y D.A Sonneborn.
Fue grabado y mezclado por Pete Reinger y Carlos Rojas en Audio Producciones Patrick Mildenberg, en Bogotá (Colombia).
La masterización estuvo a cargo de Charlie Pilzer, en Airshow Mastering, en Springfield (Virginia).

## Promoción y giras
Durante 2011 y 2012, Cimarrón actuó en ciudades como Washington, Nueva Deli, Abu Dhabi y Rabat (Marruecos), además de presentarse en centros culturales de las localidades francesas de Estrasburgo, Limoges, Massy, Arcachon y Montbeliard.
Los temas de este álbum sonaron en vivo en otros países como Estados Unidos, Suiza, Portugal, Argentina, El Salvador y Nicaragua.

## Independent Music Awards
¡Cimarrón! Joropo Music from the Plains of Colombia obtuvo un galardón en los Independent Music Awards de 2012 en la categoría Mejor Álbum Latino.
En esta misma edición, la agrupación fue nominada a Mejor Canción Latina, Mejor Canción Instrumental y Mejor Video Musical.

## Lista de temas
1. Joropo quitapesares
2. Vine a defender lo mío
3. El cimarrón
4. Zumbaquezumba tramao
5. Llanero siente y lamenta
6. El gavilán
7. Llanero soy
8. La tonada
9. Mi sombrero
10. El guate
11. Tierra negra
12. Mi llano ya no es el mismo
13. Cimarroneando

## Músicos
- Ana Veydó (Voz líder).
- Carlos “Cuco” Rojas (Arpista y compositor).
- Luis Eduardo Moreno “El Gallito Lagunero” (Voz).
- Freiman Rolando Cárdenas Pulido (Voz, percusión, baile).
- Óscar José Oviedo Osorio (Percusión, baile).
- Carlos Andrés Cedeño Delgado (Bajo).
- Darwin Rafael Medina Fonseca (Cuatro).
- Ferney Rojas Cabezas (Bandola).
- Edison Fernando Torres Ramírez (Percusión).